# 쓰쿠시평야

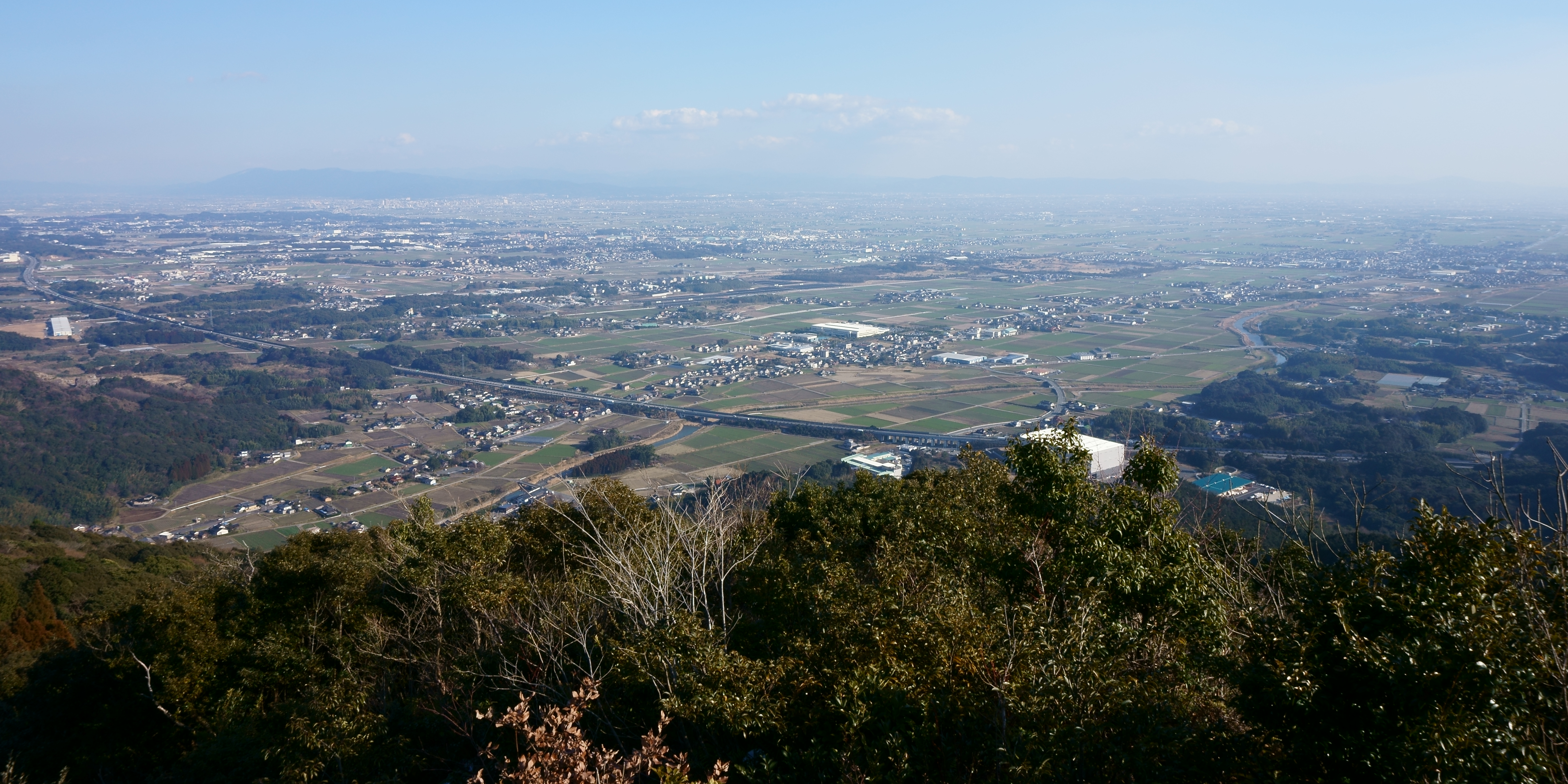

쓰쿠시평야 또는 지쿠시평야(일본어: 筑紫平野)는 일본의 후쿠오카현·사가현 두 현에 걸치는 규슈 최대의 평야이다.
쓰쿠고강(筑後川)을 중심으로 야베강(矢部川), 무카도강(六角川) 등 아리아케해로 흘러드는 여러 강의 충적지(沖積地)와 주변의 홍적대지(洪積臺地)로 이루어졌다. 쓰쿠시평야는 농촌에서도 인구밀도가 1 km2 당 900 명을 넘는 곳이 있다. 1호당 경지 면적은 0.7 ha, 답이작률(畓裏作率)은 100 %에 가까우며 채소·보리류를 재배한다.

## 참고 문헌
- 이 문서에는 다음커뮤니케이션(현 카카오)에서 GFDL 또는 CC-SA 라이선스로 배포한 글로벌 세계대백과사전의 내용을 기초로 작성된 글이 포함되어 있습니다.